# Gustavo (nombre)
'Gustavo' es la forma castellanizada del nombre sueco Gustav, también transcrito como Gustaf, o con la forma apocopada: Gösta.
Proviene de las palabras: Gautr «gautas» y stafr  «báculo» o «bastón», por lo que su significado probable es «báculo de los gautas», entendido como «líder del pueblo de los gautas»; es decir de los suecos del sur y así lo entendía el rey Gustavo Vasa. La identificación, aún debatida, entre gautas y godos (en sueco Gutar / Gotar) ha llevado a traducir el nombre como «báculo de los godos». También es posible leer el primer elemento como  goðōs «dioses», lo que daría «báculo de los dioses» o «báculo divino» a veces interpretado como «defensor de la fe».
Ernst Förstemann propuso derivar el nombre de kust, «ciencia», «arte» o incluso, «virtud»; pero también como una forma corrupta del nombre germánico, atestiguado, Kustulf (de Kust y ulf, «lobo»).Otras formas cercanas al primer elemento del nombre son: gast interpretada como «huésped», pero también como «espíritu» (en antiguo alto alemán: geist )  o gund, «batalla».
Una etimología alternativa especula con un origen en el antiguo eslavo a partir de Gostislav interpretado como Gost, «huésped» y slav «gloria».Por su parte, una etimología erudita propuesta por los humanistas suecos, lo hacía una forma del nombre latino Augusto.
El primer testimonio escrito de su existencia corresponde al año 1225, en Suecia, bajo la forma Gostauus.Este nombre fue usado por seis reyes de Suecia, destacándose entre ellos el ya mencionado soberano del siglo XVI, Gustavo Vasa. Desde entonces ha sido un nombre repetido entre sus sucesores.

## Santoral
No existe evidencia en los santorales acerca de algún San Gustavo, cuyo nombre suele confundirse con otros como Gustano (el cornuallés Gwlstan, en francés Goustan) o Augusto. Las fechas dadas para su conmemoración varían; unos santorales lo recuerdan el 3 de agosto, otros el 27 de octubre y algunos el 29 de noviembre. En la «Vida de los Santos» de Butler no figura ningún San Gustavo y tampoco en los índices de los principales sitios católicos de Internet. No obstante el sitio católico multimedia SPQN menciona a San Gustavo el ermitaño, de Suecia, nacido en 810 y muerto en 890, añadiendo que puede haber sido el primer sueco bautizado por Ansgar de Hamburgo. Su fiesta, según la misma fuente, es el 10 de marzo.
En la Argentina existe una localidad que lleva el nombre de San Gustavo, ubicada en la provincia de Entre Ríos.

## Variantes
- Diminutivos: Gus, Gusti, Tavo, Tavito.

| Alemán    | Gustav                              |
| Árabe     | غوستاف (Ghustaf)                    |
| Armenio   | Գուստավ (Gustav)                    |
| Catalán   | Gustau                              |
| Checo     | Gustav                              |
| Chino     | 古斯塔夫 (Gǔsītǎfū)                 |
| Coreano   | 구스타브 (Guseutabeo)               |
| Danés     | Gustav                              |
| Feroés    | Gústav, Gústaf                      |
| Finlandés | Kustaa                              |
| Francés   | Gustave                             |
| Georgiano | გუსტავ (Gustav)                     |
| Griego    | Γουστάβος (Gustávos)                |
| Hebreo    | גוסטב (Gustav)                      |
| Holandés  | Gustaaf                             |
| Húngaro   | Gusztáv                             |
| Inglés    | Gustav                              |
| Islandés  | Gústaf, Gústav                      |
| Italiano  | Gustavo                             |
| Japonés   | グスタフ (Gusutafu)                 |
| Latín     | Gustavus                            |
| Letón     | Gustavs                             |
| Lituano   | Gustavas                            |
| Noruego   | Gustav                              |
| Polaco    | Gustaw                              |
| Portugués | Gustavo                             |
| Rumano    | Gustav                              |
| Ruso      | Гу́став (Gústav)                     |
| Serbio    | Густав (Gustáv) / Gustav (latinica) |
| Sueco     | Gustav, Gustaf                      |
| Ucraniano | Густаф / Густав (Gustaf,Gustav)     |

## Toponimia
- San  Gustavo, localidad de la provincia argentina de Entre Ríos
- Gustavia, ciudad capital de la isla francesa de San Bartolomé (también conocida como Saint Bart). Nombrada en honor del Rey Gustavo III de Suecia.
- Gustavianum, museo de la Universidad de Upsala.
- Gustavo A. Madero, Ciudad de México, un municipio mexicano.
- Aeropuerto Internacional Licenciado Gustavo Díaz Ordaz, en Puerto Vallarta, Jalisco
- Aeropuerto Internacional Gustavo Rojas Pinilla, en la Isla de San Andrés, Colombia